# Hawleyite
La hawleyite est une espèce minérale composée de sulfure de cadmium à structure cristalline cubique de formule CdS. Il s'agit d'un minéral rare et fragile, jaune brillant, formant des agrégats jaune lumineux souvent associé à la sphalérite.

## Historique de la description, géotype et appellations
Cette espèce minérale a été décrite tardivement en 1955 par Robert James Traill et Robert William Boyle. Le géotype est la mine de galène Hector ou mine du Calumet, dans le district minier de Mayo au Yukon, Canada.
Elle a souvent été confondue avec son dimorphe, la greenockite, sous sa forme jaune poudreuse. La Cristallographie aux rayons X a permis de différencier les deux corps minéraux polymorphes. Sa dénomination honore le spécialiste et théoricien canadien des dépôts de minerais de sulfures James Edwin Hawley (en).

## Cristallographie et cristallochimie

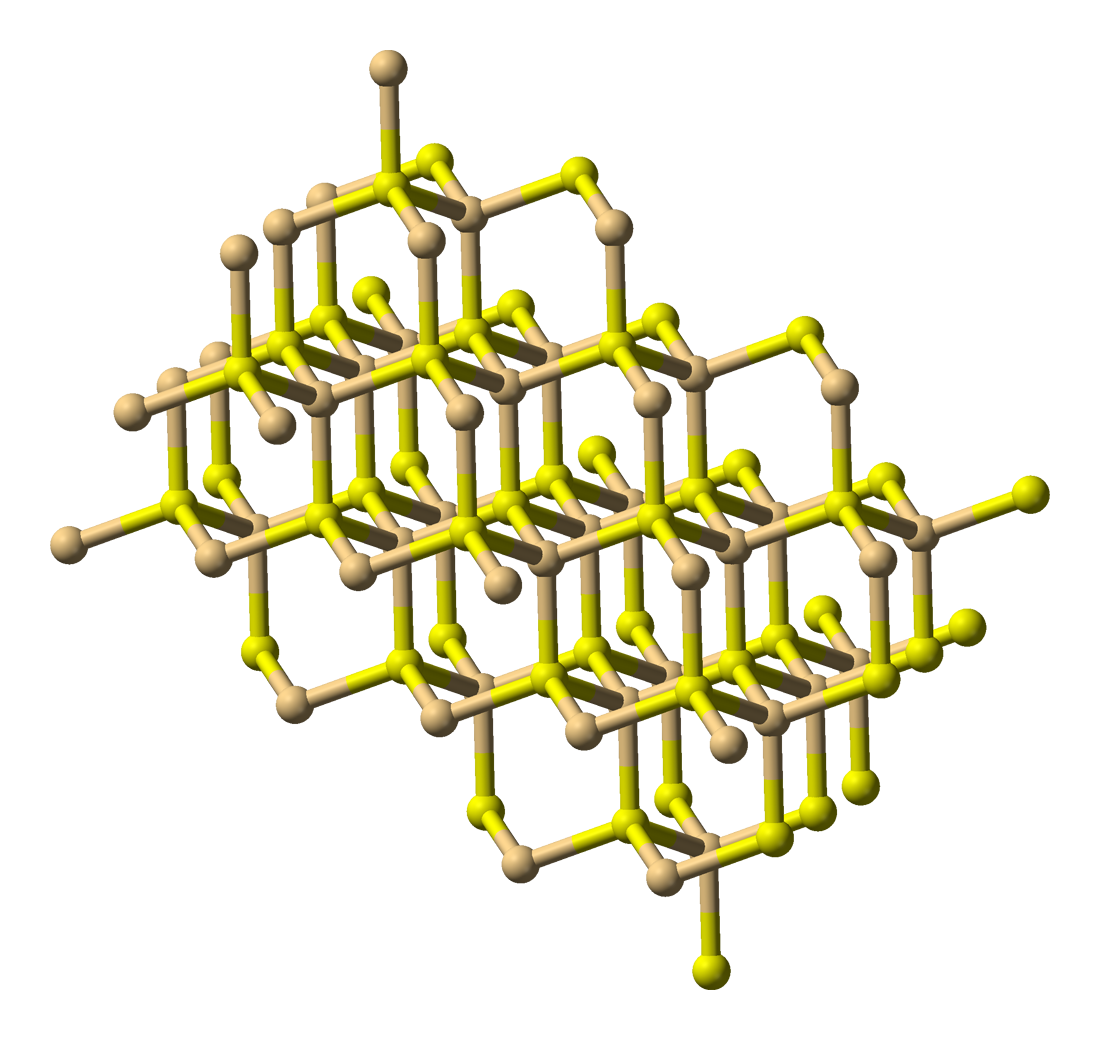
Modèle de structure cubique de la hawleyite

La maille de son système cristallin est cubique. La structure est celle de la sphalérite ou "blende cubique".
La classification de Dana fait entrer la hawleyite 02.08.02.06 à la sixième place du groupe de la sphalérite, qui comprend sept minéraux de même symétrie cristalline ou groupe d'espace F43/m, soient :
- la sphalérite ZnS ou (Zn,Fe)S
- la stilléite ZnSe
- le métacinabre HgS
- la tiemannite HgSe
- la coloradoïte HgTe
- la hawleyite CdS
- la rudashevskyite (Fe,Zn)S.

Dans la classification de Strunz, elle fait partie d'un groupe de la sphalérite, mais à la première place.
On peut aussi ajouter à ce groupe de la sphalérite la browneite	MnS, l'ishiharaite (Cu,Ga,Fe,In,Zn)S.

### Polymorphisme de CdS
Un dimorphe de ce corps minéral est la greenockite ou CdS β hexagonale. La plupart des formes pulvérulentes brillantes, autrefois attribuées à la greenhockite, sont en réalité composées exclusivement par ce minéral du "groupe de la sphalérite". Il faut aussi signaler que certains revêtements sont à base de CdS amorphe, qui porte le nom minéral de xanthochroïte.

## Propriétés physiques et chimiques
CdSα cubique est soluble dans l'acide chlorhydrique concentré. Il se dégage du gaz sulfure d'hydrogène suivant la réaction.
CdS α poudre solide jaune brillante + 2 HCl acide concentré aqueux → H2S gaz hygrogène sulfuré + CdCl2 aqueux (sel ionique soluble)
Ce minéral ne montre ni fluorescence ni magnétisme.

### Critères d'identification
L'analyse chimique et la radiocristallographie RX sont déterminants, avec l'indice de la couleur vive, de l'habitus et des associations minérales.

#### Toxicologie
La toxicité peut corréler à celle de l'élément cadmium. Il faut toujours se laver les mains après la manipulation d'échantillons, et surtout, éviter d'inhaler les poussières. Ne jamais laisser lécher et ingérer par un manipulateur inconscient les reliquats.

## Gîtes et gisements
La hawleyite forme des fins revêtements sur la sphalérite et la sidérite dans des cavités et vacuoles, au long de fracture.
Il s'agit d'un produit d'altération dans des conditions spécifiques de ces minéraux contenant du cadmium.

### Gîtologie et minéraux associés
Minéraux associés : sidérite, sphalérite, blendes et autres minéraux de zinc cadmiés...

### Gisements abondants ou caractéristiques

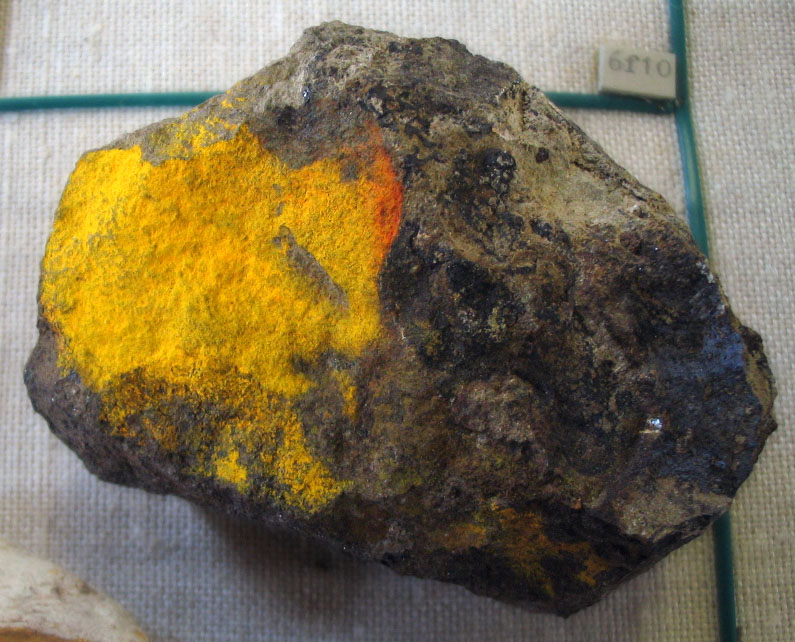
Couche poudreuse et terreuse de Hawleyite, sur une roche du comté Eureka, Nevada. Musée d'histoire naturelle de Londres.

- Afrique du Sud
- Allemagne
- Australie
- Autriche

Putzkammeralp, Gaflunatal, Montafon, Vorarlberg
- Belgique

La Haie-Monet, Landenne, dans la province ardennaise de Namur
- Canada

Yukon
- Chili
- Chine
- États-Unis

Mine Eureka, Nevada
- Espagne
- Finlande
- France

la Plane de Bosc, bassin de Lodève, Hérault .
- Grèce

Mines Espérance du Laurion, Kamariza
- Hongrie

Stolles de Nagylápa-fo, Parádsasvár, Monts Mátra, département de Heves
- Irlande
- Italie
- Japon
- Mexique
- Namibie
- Norvège

mine Tolerud,  Konnerud, Drammen, comté Buskerud
- Nouvelle-Zélande
- Royaume-Uni
- Russie
- Suède
- Suisse
- Tchéquie

## Utilisations
La hawleyite est un minerai très rare de cadmium. Pur, il possède au maximum une haute teneur de cadmium soit 77.81 % en cadmium pour 22.19 % en S et peut être à défaut une ressource de cadmium, mais les procédés rentables actuels ne privilégient nullement son extraction.
En tant que pigment naturel, il n'est en pratique pas utilisé car les jaunes de cadmium sont préparés de manière industrielle et artificielle.